# 武装商船
武装商船（ぶそうしょうせん、英語: Armed merchantmen）は、自衛用・船団護衛用・通商破壊用などの各種目的で武装が施された商船（貨物船、客船、油槽船等の船舶）のことである。広義では国際法上の軍艦資格を有する特設艦船を含み、狭義では民間籍で民間人によって運航されているもののみを指す。本項では広義の意味で用いるが、軍艦資格を有するものの詳細は別項（→特設艦船）に委ねる。

## 分類
武装商船は、その目的によって何種類かに分類することができる。
1. 自衛用：最も多いタイプであり、通常の商船に自衛用として艦砲や機銃など小規模の武装を施したもの。近代以前においては海賊からの自衛目的で大砲を設置するなど、ごく一般的なものであった。近代においても、戦時の通商破壊に対応するため臨時に武装を施されることがあった。太平洋戦争中の日本の場合、青函連絡船が特に有名である。海軍の船舶警戒隊または陸軍の船舶砲兵（船砲隊）が乗船して、自衛武装の操作にあたった。現在でも運用されている自衛目的の武装商船に核燃料輸送船がある、日本への核燃料輸送が行われたときには民間企業のPacific Nuclear Transport Ltd.が保有するパシフィック･ピンテールに英国原子力公社警察隊が武装して乗船し機関砲などの運用を行っていた。近年ではソマリア沖の海賊などの問題から武装警備員が乗船していることもある。
2. 通商破壊用：商船は長い航続距離を持っており、中立国の商船に偽装して敵哨戒網を欺くことができることなどから、遠洋での通商破壊戦に用いられた。両大戦時のドイツ海軍が特に大きな期待をかけ、強化装甲板を備えるなど既存商船を改装した。ドイツ海軍はこれらを仮装巡洋艦と呼んだ。海軍籍であるので、乗員も全て海軍籍である。ただし、近代以前においては私掠船の方式をとることが多かった。
3. 船団護衛用：正規の護衛艦艇の不足を補うために船団護衛艦として武装を施したもの。通常は海軍籍に移されて軍艦として運用される。イギリス軍はこの種の船を慣用的に補助巡洋艦(Auxiliary Cruiser)と呼んだ。商船を改装したことから、航続距離や搭載力はあるものの、防御は無きに等しいため戦闘には不向きである。護衛艦艇が不足している時期・地域においては数多く用いられたが、アドミラル・シェーアと交戦したジャービスベイのように、正規戦闘艦艇と遭遇した場合は、一方的な攻撃を受けることになった。特殊なものとして下記のものがある。
  1. カタパルト装備商船(CAMシップ)：通常の商船にカタパルトと戦闘機1機（着艦できないので使い捨て）を搭載し、民間籍のまま船団護衛にあたったもの。第二次世界大戦中にイギリスで用いられた。なお、海軍籍の補助巡洋艦等の一部に同様の設備を持たせたものに、戦闘機カタパルト艦（Fighter catapult ship）がある。
  2. 商船空母(MACシップ)：通常の商船に飛行甲板を装備し、簡易護衛空母として船団護衛に使われたもの。純粋な護衛空母と異なり本来の貨物運搬能力も持ち、民間籍のまま運航された。第二次世界大戦中にイギリスで用いられたほか、日本でも特TL船の名で建造された。
  3. 囮船・特務船(Qシップ)：武装を秘匿して通常の商船に偽装し、攻撃のために接近してくる潜水艦を攻撃する囮船。第一次世界大戦中にはイギリスで、第二次大戦においてはアメリカと日本でも用いられたが、あまり戦果は上げていない。
4. その他：通商破壊や船団護衛用以外にも、各種の特設艦船として幅広く利用される。

## 国際法上の位置づけ
国際法上の取り扱いとしては、買収船または徴用船として正規軍士官の指揮下にあるか、あるいは民間人が運航しているかで大きく異なる。軍士官の指揮下にある場合には、軍艦として扱われることになる。日本海軍の用語で言う特設艦船がこれにあたる。一方、MACシップのように民間人が運航する場合、たとえ護衛空母並みの改造がされていても非軍艦としての規律を受けることになる。

### 軍艦資格を有する武装商船
武装商船を軍の指揮下に用いる場合、つまり国際法上の軍艦とする場合に関しては、1907年の第二回ハーグ平和会議において締結された商船ヲ軍艦ニ変更スルコトニ関スル条約が基本的な明文規定をおいている。同条約は、武装商船が軍艦とされる要件として、旗国政府の直接管理が及び、正規軍士官の指揮下にあって乗員が軍紀に服しており、軍艦旗が掲揚され、その他海戦に関する法規慣習を遵守することを定めている。これは、一般的に国際法上の軍艦資格の要件といわれる内容と同旨である。全乗員が軍人である必要は無く、軍属や民間人であっても良い。捕虜資格などの地位については、全員が軍人・軍属に準じて扱われることになる。商船を軍艦化した場合には、同条約により速やかに当該国の軍艦表中に記載することが求められる。
このほかの条約としては、例えばワシントン海軍軍縮条約において、商船を戦時に軍艦に変更する目的で武装の準備をすることを、原則として禁ずる定めがある。

### 軍艦資格を有しない武装商船
軍艦資格を有しない商船については、敵国の軍艦などから攻撃や強制的措置を受けた際には、自衛のために抵抗することが慣習上許されるとするのが通説である。しかし、それ以外の場合には、戦闘行為を行うことは原則として許されない。したがって、私掠船のような存在も認められないことになっており、1856年のパリ宣言で廃止が確認されている。
商船の船員は、一般的な文民とは異なる扱いがジュネーヴ条約などで定められ、軍人と同様に捕虜とすることが認められている。ただし、禁止される自衛以外の戦闘行為を行った場合には重罪とされ、捕虜に保障された諸権利を失うと言われる。なお、船員以外の乗客は文民としての扱いを受け保護される。
自衛戦闘以外で例外的に武装商船による戦闘行為が適法となる場合として、ハーグ陸戦条約に定められた群民兵（民兵）が使用している場合を挙げるのが通説である。この場合には、船員などの乗船者は、群民兵として扱われることになる。